# Solandra brachycalyx
Solandra brachycalyx là loài thực vật có hoa trong họ Cà. Loài này được Kuntze miêu tả khoa học đầu tiên năm 1891.